# Giro dell'Appennino 2019
Giro dell'Appennino 2019 var den 80. udgave af cykelløbet Giro dell'Appennino. Løbet var en del af UCI Europe Tour-kalenderen og blev arrangeret 28. april 2019. Det blev vundet af italienske Mattia Cattaneo fra Androni Giocattoli-Sidermec.

## Hold og ryttere
| UCI Professionelle kontinentalthold (7)- Bardiani CSF - Neri Sottoli-Selle Italia-KTM - Androni Giocattoli-Sidermec - Caja Rural-Seguros RGA - Euskadi Basque Country-Murias - Gazprom-RusVelo - Nippo Vini Fantini Faizanè UCI Kontinentalhold (13)- Biesse Carrera Gavardo - Giotti Victoria-Palomar - Sangemini-Trevigiani-MG.Kvis - Team Colpack - Petroli Firenze-Maserati-Hopplà - Felbermayr Simplon Wels - Coldeportes Bicicletas Strongman - Cycling Team Friuli - D'Amico-UM Tools - Iseo Serrature-Rime-Carnovali - Maloja Pushbikers - Swiss Racing Academy - Amore & Vita-Prodir Landshold- Italien |
| |

## Resultater
| \| Samlede stilling \| Samlede stilling \| Samlede stilling \| Samlede stilling \| Samlede stilling \| \| Rytter \| Rytter \| Hold \| Tid \| \| \| ---------------- \| ----------------- \| ----------------------------- \| ---------------- \| ---------------- \| \| 1. \| Mattia Cattaneo \| Androni Giocattoli-Sidermec \| 4t 40' 51" \| \| \| 2. \| Fausto Masnada \| Androni Giocattoli-Sidermec \| + 25" \| \| \| 3. \| Simone Ravanelli \| Biesse Carrera \| + 25" \| \| \| 4. \| Mikel Bizkarra \| Euskadi Basque Country-Murias \| + 25" \| \| \| 5. \| Federico Zurlo \| Giotti Victoria-Palomar \| + 49" \| \| \| 6. \| Marco Canola \| Nippo-Vini Fantini-Faizanè \| + 49" \| \| \| 7. \| Sergej Sjilov \| Gazprom-RusVelo \| + 49" \| \| \| 8. \| Andrea Vendrame \| Androni Giocattoli-Sidermec \| + 49" \| \| \| 9. \| Francesco Gavazzi \| Androni Giocattoli-Sidermec \| + 49" \| \| \| 10. \| Simone Velasco \| Neri Sottoli-Selle Italia-KTM \| + 49" \| \| |                   |                               |            |
| |                   |                               |            |
| Kilde: ProCyclingStats |                   |                               |            |
| Samlede stilling |                   |                               |            |
| Rytter | Rytter            | Hold                          | Tid        |
| 1. | Mattia Cattaneo   | Androni Giocattoli-Sidermec   | 4t 40' 51" |
| 2. | Fausto Masnada    | Androni Giocattoli-Sidermec   | + 25"      |
| 3. | Simone Ravanelli  | Biesse Carrera                | + 25"      |
| 4. | Mikel Bizkarra    | Euskadi Basque Country-Murias | + 25"      |
| 5. | Federico Zurlo    | Giotti Victoria-Palomar       | + 49"      |
| 6. | Marco Canola      | Nippo-Vini Fantini-Faizanè    | + 49"      |
| 7. | Sergej Sjilov     | Gazprom-RusVelo               | + 49"      |
| 8. | Andrea Vendrame   | Androni Giocattoli-Sidermec   | + 49"      |
| 9. | Francesco Gavazzi | Androni Giocattoli-Sidermec   | + 49"      |
| 10. | Simone Velasco    | Neri Sottoli-Selle Italia-KTM | + 49"      |